# Księżniczka Burundi

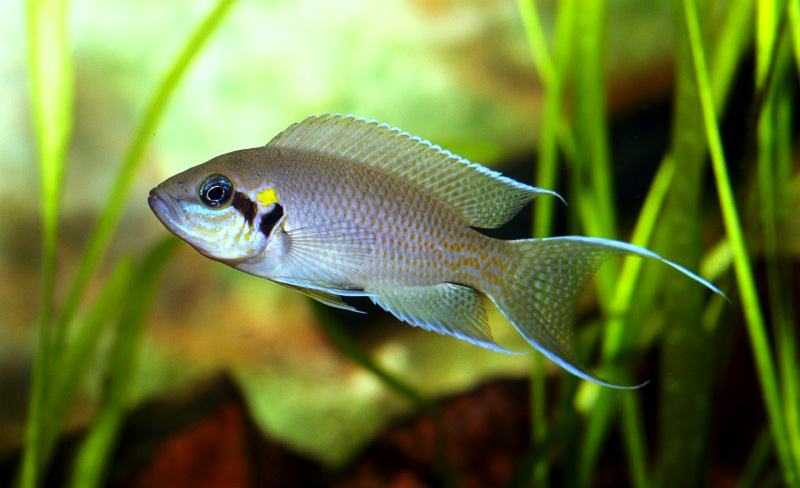
Neolamprologus brichardi – Księżniczka z Burundi

Księżniczka Burundi (szw. Prinsessan av Burundi) – powieść kryminalna szwedzkiego pisarza Kjella Erikssona z 2002. Polskie wydanie książki ukazało się w 2012 (tłumaczyła Elżbieta Frątczak-Nowotny).

## Treść
Jest czwartą częścią kryminalnej serii z detektyw Ann Lindell z Uppsali, która tym razem nie jest postacią centralną, z uwagi na urlop macierzyński, na którym pozostaje z niedawno urodzonym synem Erikiem, będącym owocem jednorazowego spotkania z mężczyzną, który nawet nie wie, że został ojcem. Śledztwo prowadzi Ola Haver. Akcja umiejscowiona jest w Uppsali, grudniu 2001, w czasie przygotowań do świąt Bożego Narodzenia. Dotyczy śledztwa w sprawie zabójstwa z wyjątkowym okrucieństwem Johna Haralda Jonssona, zwanego Małym Johnem. Zmasakrowane zwłoki z odciętymi palcami znaleziono na miejskim wysypisku śniegu w Libro. Mężczyzna był torturowany. John był wiele lat wcześniej drobnym przestępcą, ale z czasem ustatkował się, znalazł pracę spawacza w prywatnym warsztacie i poświęcił się pasji hodowania ryb akwariowych, zwłaszcza pielęgnicowatych, w tym Księżniczek z Burundi. Tropem przestępcy, oprócz policjantów, podąża także Lennart, brat Johna, alkoholik o cholerycznym usposobieniu. Tajemniczą postacią jest Berit – małżonka Johna, podejrzewana o niewierność małżeńską. W pewnym momencie znika ich syn – Justus. Prywatnie między Haverem i Lindell dochodzi do krótkotrwałego zbliżenia uczuciowego, bez kontaktu fizycznego.

## Nagroda
Szwedzka Akademia Literatury Kryminalnej uhonorowała powieść nagrodą dla najlepszego szwedzkiego kryminału roku (2002).